# Reinøya

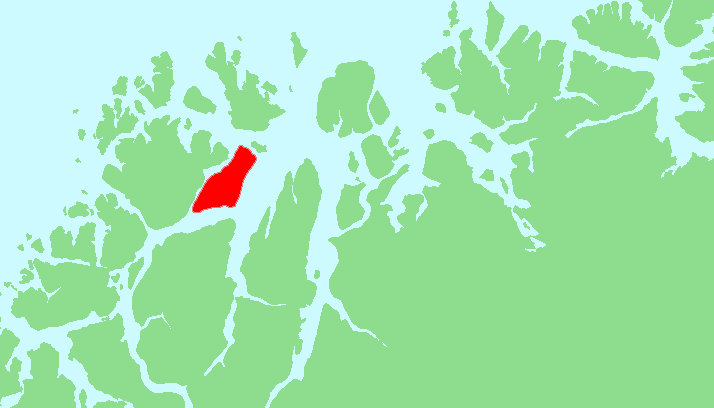
Reinøya markerat med rött på kartan.

Reinøya är en klippig ö i Karlsøy kommun i Troms fylke i norra Norge. Ön ligger väster om Ullsfjorden. Den har en yta på 148,6 kvadratkilometer.
Ön är bebodd längst stränderna och bebyggelsen är tätast på västsidan. Reinøya har en bilfärjeförbindelse till Hansnes på Ringvassøy. Öns högsta punkt är Reinskardtinden som mäter 873 meter över havet.
Första ledet i öns namn syftar troligen på djuret ren.